# Ole Robert Sunde
Ole Robert Sunde (Kristiansand 11 de noviembre de 1952) es un escritor noruego.
Comenzó en 1982 con su poemario Hakk i hæl. Ha recibido los premios Gyldendal, Aschehoug y Dobloug.

## Obra
- Hakk i hæl, poemario, (1982)
- Fra dette punktet trekker jeg en omkrets, poemario,(1983)
- Den lange teksten historie, novela,(1984)
- Kontrapunktisk, novela, (1987)
- 4. person entall, ensayo, (1990)
- Naturligvis måtte hun ringe, novela, (1992)
- En ordinær høyde, novela, (1994)
- Støvets applaus, ensayo, (1995)
- All verdens småting (1996)
- Den sovende stemmen, novella, (1999)
- Der hvor vi er lykkelige, ensayo, (2000)
- Løsøre – tekster (2003)
- Jeg er som en åpen bok, novela, (2005)
- Kalypso (2006)
- Jeg er et vilt begrep (2007)
- Selvomsorg (2010)
- Krigen var min families historie (2012)
- Jeg føler meg uvel (2019)[2]

## Premios
- Aschehougprisen 2001
- Gyldendalprisen 2007
- Doblougprisen 2015